# EN 61347

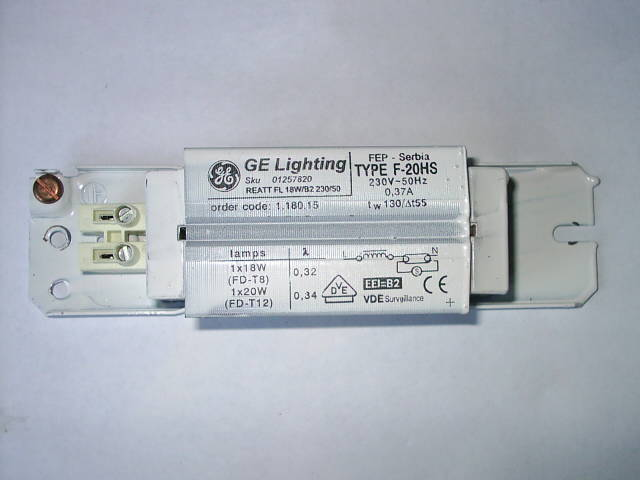
Fig.1 Balastre electromagnètic

EN 61347 és una norma creda per l'organisme normalitzador europeu CENELEC i que regula els dispositius de control de làmpades en el sector d'enllumenat. La norma EN 61347 també está harmonitzada (és equivalent) a la norma internacional IEC 61347.

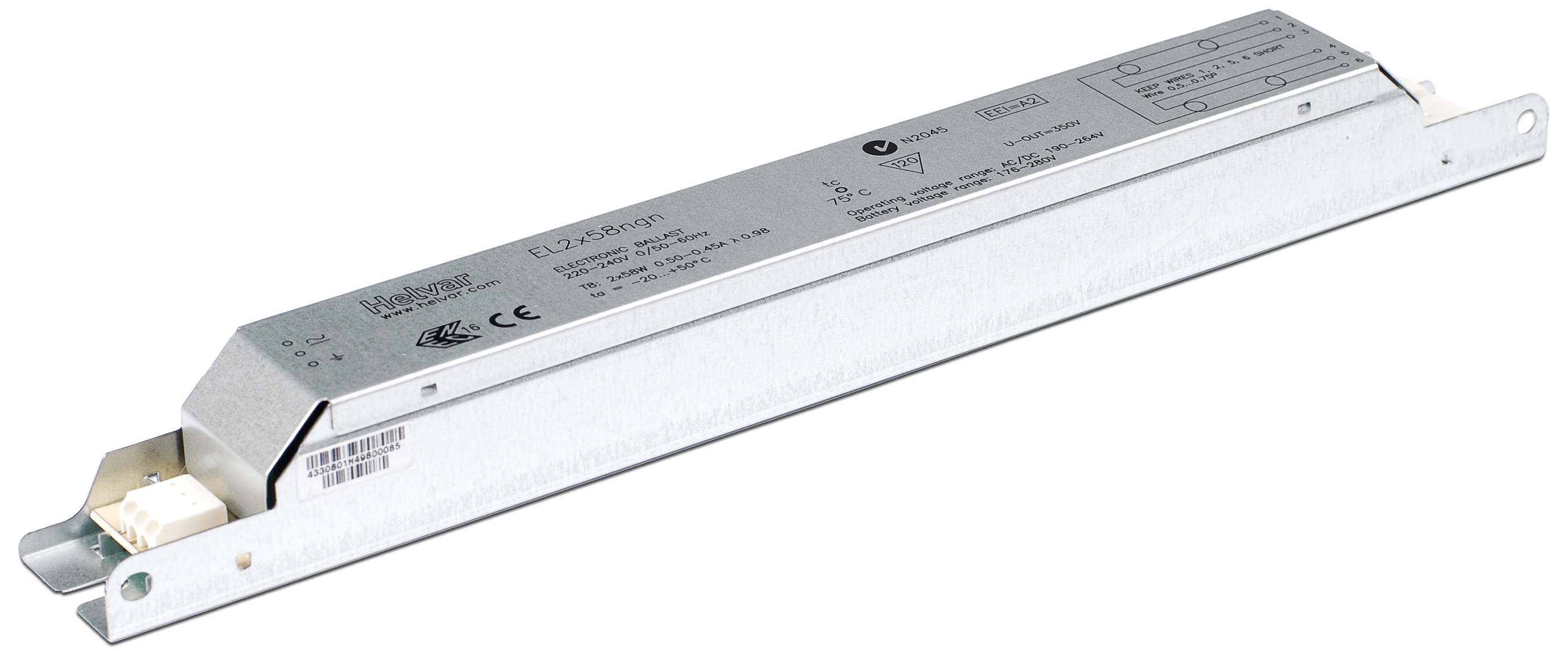
Fig.2 Balastre electrònic

## Parts de la norma
- EN 61347-1 : requeriments generals i de seguretat en els dispositiu de control de làmpades.[2]
- EN 61347-2-1 : requeriments particulars per dispositius arrancadors (excepte cebadors)[3]
- EN 61347-2-2 : requeriments particulars per a convertidors reductors electrònics alimentats en corrent continu o corrent altern per a làmpades d'incandescència[4]
- EN 61347-2-3 : requeriments particulars per a convertidors reductors electrònics alimentats en corrent continu o corrent altern per a làmpades fluorescents[5]
- EN 61347-2-4 : requeriments particulars per a balastres electrónicos alimentats en corrent continu per a enllumenat general[6]
- EN 61347-2-5 : requeriments particulars per a balastres electrónicos alimentats en corrent continu per a enllumenat de transport públic[7]
- EN 61347-2-6 : requeriments particulars per a balastres electrónicos alimentats a bateria per enllumenat d'emergència[8]
- EN 61347-2-7 : requeriments particulars per a balastres electrónicos alimentats a bateria per enllumenat d'emergència (autònom)[9]
- EN 61347-2-8 : requeriments particulars per a balastres per a làmpades fluorescents[10]
- EN 61347-2-9 : requeriments particulars per a dispositius de control electromagnètics per a làmpades de descàrrega (excepte làmpades fluorescents)[11]
- EN 61347-2-10 : requeriments per a inversors i convertidors electrònics per a l'alimentació en alta freqüència de les làmpades tubulars de descàrrega amb arranc en fred (tubs de neó)[12]
- EN 61347-2-11 : requeriments particulars per a circuits electrònics diversos utilitzats amb les llumaneres[13]
- EN 61347-2-12 : requeriments particulars per a convertidors reductors electrònics alimentats en corrent continu o corrent altern per a lámpades de descàrrega (excepte làmpades fluorescents)[14]
- EN 61347-2-13 : requeriments particulars per a convertidors reductors electrònics alimentats en corrent continu o corrent altern per a mòduls LED[15]